# Discrete-time Fourier transform
De discrete-time Fourier transform (of DTFT) maakt deel uit van de familie van de fouriertransformaties. Hij transformeert een functie {\displaystyle f(n)} van een discrete-tijdsvariabele {\displaystyle n}, met {\displaystyle n\in \mathbb {Z} }, naar een continu, periodiek spectrum {\displaystyle F(e^{i\omega })}.

## Definitie
De DTFT van {\displaystyle f(n)} wordt gegeven door:
{\displaystyle F(e^{i\omega })=\sum _{n=-\infty }^{\infty }f(n)\,e^{-in\omega }}
Met de inverse DTFT kan {\displaystyle f(n)} uit de getransformeerde terugverkregen worden.
{\displaystyle f(n)={\frac {1}{2\pi }}\int _{-\pi }^{\pi }F(e^{i\omega })\,e^{in\omega }\,{\rm {d}}\omega }

## Periodiciteit van de DTFT
De DTFT is  periodiek met periode {\displaystyle 2\pi }, er geldt  namelijk
{\displaystyle F(e^{i\omega })\,\!=F(e^{i(\omega +2\pi )})}
Dit  wordt als volgt bewezen.
{\displaystyle F(e^{i(\omega +2\pi )})=\sum _{n=-\infty }^{\infty }f(n)\,e^{-in(\omega +2\pi )}=\sum _{n=-\infty }^{\infty }f(n)\,e^{-in\omega }e^{-in2\pi }}
Omdat {\displaystyle e^{i2\pi }=\,\!1} (zie complex getal), is het bovenstaande gelijk aan
{\displaystyle \sum _{n=-\infty }^{\infty }f(n)\,e^{-in\omega }1^{-n}=\sum _{n=-\infty }^{\infty }f(n)\,e^{-in\omega }=F(e^{i\omega })}
waarmee periodiciteit aangetoond is. Discreetheid in het ene domein leidt dus tot periodiciteit in het geconjugeerde domein.

## Verschil tussen de DTFT en de DFT
De DTFT verschilt van de discrete fouriertransformatie (DFT) in zoverre dat de laatste een periodieke discrete-tijdfunctie {\displaystyle f(n)} transformeert. Voor een tijdbegrensd signaal met tijdsduur {\displaystyle N} gegeven door {\displaystyle f(n):n\in \{0,1,\ldots ,N-1\}}, bemonstert in feite de DFT met uniforme tussen-intervallen de DTFT op de punten {\displaystyle k\in \{0,1,\ldots ,N-1\}} in het frequentiedomein.
{\displaystyle F(k)=\left.F(e^{i\omega })\,\right|_{\omega =2\pi {\frac {k}{N}}}=\left.\sum _{n=0}^{N-1}f(n)\,e^{-i\omega n}\,\right|_{\omega =2\pi {\frac {k}{N}}}=\sum _{n=0}^{N-1}f(n)\,e^{-i2\pi {\frac {kn}{N}}}}

## Relatie met de z-transformatie
De DTFT is een speciaal geval van de z-transformatie. De z-transformatie is als volgt gedefinieerd:
{\displaystyle F(z)=\sum _{n=-\infty }^{\infty }f(n)\,z^{-n}}
Berekent men de z-getransformeerde voor {\displaystyle z=e^{i\omega }}, dan verschijnt de DTFT. (Daarom wordt voor de DTFT de notatie {\displaystyle F(e^{i\omega })} geprefereerd boven de notatie {\displaystyle F(\omega )}.)
{\displaystyle \left.F(z)\right|_{z=e^{i\omega }}=\sum _{n=-\infty }^{\infty }f(n)\,e^{-in\omega }=F(e^{i\omega })}
Merk op dat berekening van de DTFT voor {\displaystyle z=e^{i\omega }} equivalent is met het berekenen van de z-getransformeerde op de  eenheidscirkel in het complexe vlak.